# Ava (Nowy Jork)
Ava – miasto w Stanach Zjednoczonych, w stanie Nowy Jork, w hrabstwie Oneida.